# Aulacocerida
Gli Aulacocerida (Stolley 1919) sono un ordine di cefalopodi, noti solo allo stato fossile.

## Anatomia
Non è conosciuto con certezza il loro numero di tentacoli e branchie.
Sono stati assegnati ai Coleoidea per via delle similitudini nell'architettura del loro scheletro interno.
Gli aulacoceratidi sono considerati primitivi dal punto di vista morfologico, essendo più simili agli Ectococleati, i cefalopodi dotati di conchiglia esterna.
A differenza dei belemnitidi, non hanno proostraco,  hanno invece una camera di abitazione a forma di lungo tubo, simile a quella degli orthoceratidi, con un peristoma semplicemente curvo. I colletti settali sono procoanitici. La forma del loro “telum” è simile a quella del rostro delle belemniti, ma è costituito in buona parte o del tutto da una sostanza organica (conchiolina), mentre gli strati calcitici sono ridotti. I setti sono ampiamente spaziati; l'angolo del fragmocono è tra i 5° e 12°.

## Distribuzione stratigrafica
Si rinvengono fra il Devoniano superiore-Carbonifero e il Giurassico, sono ampiamente rappresentati tra i fossili triassici entro i sedimenti depositatisi nell'area tetidea.
L'ordine si compone di due superfamiglie: Aulacoceratoidea e Xiphoteuthidoidea.
Bibliografia: Lehmann & Hillmer, 1983. Jeletzky, 1966. Mariotti & Pignatti, 1993.